# جک رادول
جک کریستین رادول (انگلیسی: Jack Christian Rodwell؛ زادهٔ ۱۱ مارس ۱۹۹۱) بازیکن فوتبال اهل انگلستان است
او تاکنون در تیمهای اورتون، منچسترسیتی، ساندرلند بازی کرده‌است و تاکنون ۳ بازی ملی برای تیم ملی فوتبال انگلستان انجام داده‌است.